# Asterix in Lusitanien
Asterix in Lusitanien (französischer Originaltitel: Astérix en Lusitanie) ist der 41. Band der Comicreihe Asterix, der am 23. Oktober 2025 erscheinen soll. Wie schon bei den sechs Bänden zuvor war Didier Conrad der Zeichner. Als Autor übernahm zum zweiten Mal der Franzose Fabrice Caro die Gestaltung der Texte.

## Handlung
An einem Frühlingsmorgen bittet ein Fremder aus Lusitanien die Gallier um Hilfe. Asterix und Obelix brechen daraufhin zu einem neuen Abenteuer ins heutige Portugal auf.

## Veröffentlichung
Die erste Auflage in deutscher Sprache, übersetzt von Klaus Jöken, soll bei Egmont Ehapa Media erscheinen.